# 貝克鎮區 (明尼蘇達州史蒂文斯縣)
貝克鎮區（英語：Baker Township）是位於美國明尼蘇達州史蒂文斯縣的一個行政鎮區。

## 地方資料
貝克鎮區的面積為92.25平方千米，當中陸地面積為91.80平方千米，而水域面積為0.44平方千米。根據2020年美國人口普查的數據，當地共有人口103人，而人口密度為每平方千米1.12人。